# 平山洋子
平山 洋子（ひらやま ようこ、1947年5月5日 - 2010年ころ）は、日本の女優、歌手。松竹に所属していた。本名は、平山 園江。旧芸名は園 江梨子（その えりこ）、園 えり子。妹は歌手の平山みき。身長163cm。B87cm、W60cm、H92cm（1969年8月）。東京都生まれ。

## 経歴
父親は警視庁機動隊の幹部。1960年代当時、松竹を除く邦画4社は定期的に新人を募集していたが、松竹だけはスカウト制でこれが効果が上がらず。
そこで若い女性の海外旅行熱に目を付け、ヨーロッパ旅行に招待するという特典を売りに「ミス・エールフランスコンテスト」を考え、この1966年第7回大会に応募してきたのが19歳の平山で、コンテストで優勝したことをきっかけに、松竹から芸名・園江梨子として映画デビューした。
デビュー当時はメロドラマの本家・松竹に"グラマー女優誕生"と話題をまいた。身長163cmは当時としては高身長で、実際には役が付きにくく、同じ高身長の原田糸子と共に松竹は「"キングサイズ・スター"として特殊な企画を考えている」と公表していた。
妹の平山みきによると徹子の部屋出演の際に、姉・洋子は2007年に60歳で亡くなられたとの事。

## 出演作品

### 映画
- 猛烈社員 スリゴマ忍法（ホステス）
- 殺すまで追え 新宿25時（啓子）
- 結婚します（田川千鶴子）
- 恋の乙女川（君代）
- 喜劇 大安旅行
- 霧にむせぶ夜（なおみ）
- 昆虫大戦争（南雲の助手）
- 恐喝こそわが人生（水原夏子）
- 小さなスナック（沢みどり）
- 天使の誘惑（犬を連れた婦人客）
- 夜明けの二人（モデルK子）
- 進め!ジャガーズ　敵前上陸（女殺し屋ブルー）
- 惚れた強み（吉良明子）
- ハナ肇の一発大冒険（エールフランスの女事務員）
- 雌が雄を喰い殺す 三匹のかまきり（足立ひとみ）
- また逢う日まで 恋人の泉（北山和子）
- 恋のメキシカンロック 恋と夢と冒険（カルメン）
- 若社長レインボー作戦（藤村ユカリ）
- シンガポールの夜は更けて（石橋美恵子）
- そっくり大逆転（新婦）
- フォークで行こう 銀嶺は恋してる（フォークチームの女性）
- さよなら列車（原口夏子）

### テレビドラマ
- 熱中時代・刑事編 （1979年、NTV） - 鬼形の内妻
  - 第9話「新婚刑事 三度のピンチ」
  - 第22話「七つの顏の悪党」